# Fêtes de Dax
Les Fêtes de Dax sont les cinq jours de festivités organisées annuellement dans la ville française de Dax, dans les Landes. Ces fêtes patronales se tiennent traditionnellement autour du 15 août et sont présentes dans le répertoire du patrimoine culturel immatériel français.
Cet événement comporte des spectacles de tauromachies espagnole et landaise et des manifestations musicales, folkloriques et sportives. La fréquentation a été en 2024 de 1,4 millions de personnes sur la totalité des fêtes.
Pour l'occasion, la coutume est de revêtir les habits blancs rehaussés d'un foulard et d'une ceinture rouge ; cette pratique est inspirée des célèbres Fêtes de San Fermín, à Pampelune, en Navarre.

## Présentation

### Histoire
Les Fêtes de Dax (Las Hestas de Dacs) trouvent leurs origines dans les innombrables foires et marchés agricoles qui rythmaient le calendrier du département des Landes jusqu'au début du XXe siècle. Dax, sous préfecture des Landes, fut un centre économique et commercial important dès le Moyen Âge, époque où, sous domination anglaise, elle fut autorisée à tenir deux foires annuelles.
Ces évènements commerciaux donnaient vraisemblablement lieu à des réjouissances populaires, et à la tenue de courses de vaches, encore tout à fait informelles à l'époque. Il faut néanmoins attendre le XIXe siècle pour voir apparaître l'ancêtre direct des actuelles fêtes aoûtiennes. C'est en effet au cours de la première moitié de la centurie qu'est mise en place une foire annuelle dont les dates étaient fixées à la fin août et au tout début du mois septembre. Aux indispensables expositions de bétail et de productions fermières s'ajoutait toute une série de manifestations festives à destination de la population locale, qui adoptait alors la mode espagnole des courses de taureaux, lesquelles allaient peu à peu devenir le principal centre d'intérêt.
Les fêtes se sont maintenues assez tard à ces dates, puisqu'en 1948 encore, elles avaient lieu du 28 août au 1er septembre. Le calendrier s'est ensuite peu à peu enfoncé vers le cœur de l'été : décalées progressivement autour du 25, puis du 20 août, elles trouvent leur place définitive au 15 de ce même mois à compter des années 1980. Parallèlement à cette évolution calendaire, la durée des festivités a varié au cours des siècles. Ainsi, si les fêtes de la ville s'étalèrent du 27 au 29 août en 1854, leur durée était de cinq jours en 1909. En 1975, enfin, elles furent allongées d'une journée, portant à six le nombre de jours de divertissements. Cette caractéristique s'est depuis lors perpétuée, à l'exception de l'année 2000, où, à l'occasion du nouveau millénaire, les fêtes se prolongèrent sur une semaine entière. Très récemment(en 2013) le nombre des jours de fête est alors revenu à 5, et ces dernières se passent aux alentours du 15 août où a lieu le défilé « du 15 août ».
L'édition 2020 initialement prévue du 12 au 16 août, est annulée en raison de la pandémie de Covid-19 en France. L'année suivante, il est annoncé que l'édition 2021 ne pourra également avoir lieu en raison des restrictions liées aux rassemblements toujours en vigueur. Les corridas elles, restent toutefois maintenues. Afin d'éviter tout possible rassemblement, la ville de Dax instaure le dispositif « Non Feria 2021 ».

### La tenue: influences de Pampelune

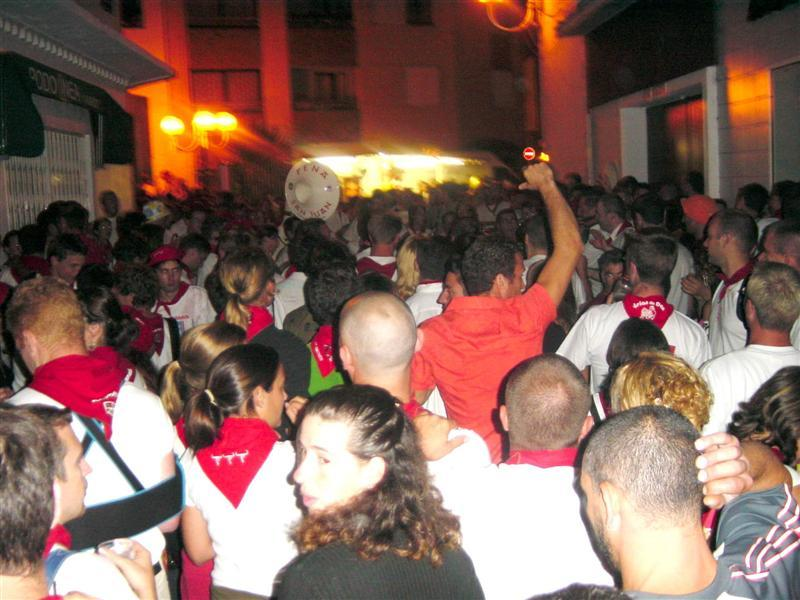
Aperçu des fêtes de Dax, la nuit.

Le port de la tenue blanche et rouge est clairement emprunté aux Fêtes de San Fermín, qui se déroulent chaque année du 6 au 14 juillet dans la capitale navarraise. Les Fêtes de Bayonne furent les premières à adopter cette pratique, et furent suivies par Dax au milieu des années 1990.
Les fêtes de Pampelune exercent depuis fort longtemps une influence sur les festivités gasconnes. Nombreux sont en effet les Landais à se rendre chaque année à Pampelune, pour les Sanfermines. Ces "pèlerins" ont rapporté de Navarre nombre d'éléments constitutifs du patrimoine culturel local, qui se sont depuis intégrés à la culture gasconne, non sans avoir été adaptés aux goûts régionaux. Ainsi, les bandas landaises trouvent leurs origines dans les txarangas et autres orchestres de peñas pamplonaises, auxquels elles ont emprunté un répertoire qui constituent leur base, et qui est largement interprété lors des Fêtes de Dax.
Les journées à thèmes, notamment celle consacrée aux enfants, proviennent tout droit de Pampelune, où les enfants sont traditionnellement placés au cœur des réjouissances diurnes. D'abord importée à Bayonne, cette organisation s'est ensuite implantée à Dax, où elle connaît par ailleurs un succès non démenti. La tenue d'un petit encierro à destination des enfants fut ainsi mise en place après avoir été observée à Bayonne. La ville de Dax a par ailleurs tenté d'instaurer un véritable encierro dans la ville en 2000 ; cette pétition fut refusée par le ministère de l'Intérieur, pour des raisons de sécurité.

## Déroulement
Les fêtes ont lieu durant cinq jours autour du quinze août. Déclarées ouvertes, elles donnent lieu à toutes sortes de manifestations : taurines, sportives, musicales, gastronomiques, religieuses...

### Ouverture et clôture

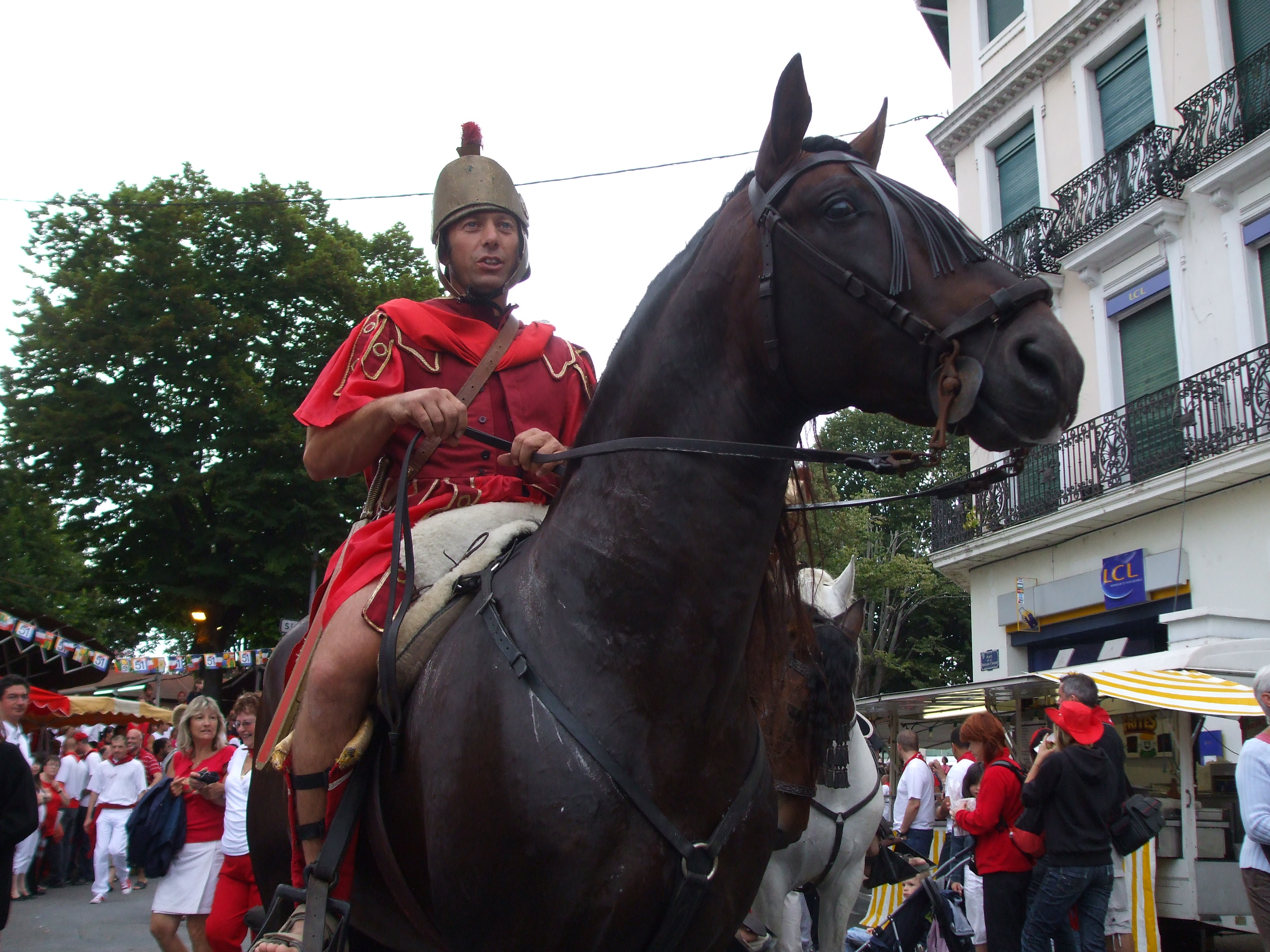
Cavalier romain à l'ouverture des fêtes de Dax 2008

Les Fêtes de Dax sont inaugurées par le maire, qui les déclare ouvertes après une cérémonie, dont l'heure, l'emplacement et le contenu ont varié au cours des années. Dax n'est en effet jamais parvenue à trouver une formule suffisamment stable pour attirer un public nombreux.
Depuis 2003 néanmoins, la commission des fêtes populaires a instauré une reconstitution pseudo-historique du passé romain de la ville, sous forme de défilé costumé jusqu'à l'hôtel de ville. À cet endroit, en présence des bandas, de groupes folkloriques landais et des autorités municipales, une petite cérémonie se déroule, avant que le maire ne remette les clefs de la ville à un représentant d'un groupe de danses landaises (Lous Gouyats de l'Adou), et d'une peña (la Peña Los Calientes, la banda locale), qui symbolisent le peuple festif de Dax et la tradition locale (la remise des clefs à ces deux associations est, en revanche, ancienne). Cette nouvelle formule grandiloquente a su attirer un public beaucoup plus fourni qu'auparavant, et se distingue véritablement du caractère simple et participatif du txupinazo pamplonais, qui fait figure de référence en matière d'ouverture.
La clôture des Fêtes a lieu en deux temps. Tout d'abord aux arènes, à l'issue de la dernière corrida de la feria. L'ensemble des bandas officielles des fêtes ainsi que l'harmonie municipale La Nèhe se regroupent sur la piste des arènes pour interpréter deux morceaux populaires (Paquito el Chocolatero et Vino Griego), suivi d'un morceau d'adieu aux fêtes emprunté au Pays basque voisin : l' Agur Jaunak. Cet évènement est très couru, de nombreux dacquois achètent un billet pour la corrida du jour non par afición, mais uniquement pour pouvoir assister à cet instant, appelé  communément l'Agur. 
Plus tard dans la soirée, une cérémonie officielle de clôture des fêtes est organisée sur les berges de l'Adour, et ponctuée par un feu d'artifice.

### La feria
La colonne vertébrale des fêtes est constituée par la feria, ce cycle de spectacles taurins organisées à compter du deuxième jour. La ville est membre du l'Union des villes taurines françaises. La programmation classique suit le schéma suivant :
- cinq corridas de toros, le soir à 18h (détails des cartels)
- une corrida de rejoneo, le 15 août au matin
- une novillada piquée, un matin
- deux novilladas non piquées, sur deux matinées

Les arènes de Dax disposent de huit mille places payantes, toutes prises d'assaut dès l'ouverture des guichets au mois de juillet. Les corridas de toros et la corrida de rejoneo attirent en effet un public parfois venu de loin : aux locaux s'ajoutent des aficionados en provenance de la France entière mais aussi d'Espagne. Les novilladas sans picador reçoivent quant à elles une assistance plus locale et familiale, qui permet à Dax d'afficher le meilleur taux de remplissage en France pour ce genre de spectacles.
Enfin, les corridas donnent lieu à toute une vie avant et après les arènes. La Peña Alegria et la Campo Charro (clubs taurins) organisent chaque soir après la corrida des tertulias, discussions publiques où est commentée la course du jour par des aficionados. Les néophytes peuvent en profiter pour poser leurs questions. La Peña Campo Charro organise également chaque jour des fêtes à 13 h 13, un mini encierro, connu comme étant le plus petit encierro du monde, suivi d'une capea, où les membres du public peuvent descendre sur la piste de petites arènes pour toréer quelques taurillons.

### La journée landaise
Elle a lieu le premier ou le deuxième jour des vacances, et met à l'honneur le patrimoine culturel, agricole, sportif et gastronomique gascon. Dans le parc des arènes sont organisées des représentations de groupes folkloriques landais, des tournois de quilles de neuf, des expositions d'artisanat, de travaux agricoles, de bétail, mais également un gymkhana sur échasses, auxquels participent les meilleurs échassiers landais. Le tout a lieu autour de points de restauration.
Le grand rendez-vous du jour est le concours landais de la ville de Dax, qui a lieu en soirée aux arènes. Il rassemble les meilleurs élevages de courses landaises et leurs cuadrillas. Les dacquois et les chalossais se rendent très nombreux à cet évènement, qui constitue l'un des points d'orgue de la saison de course landaise.

### Journée des enfants
Le deuxième ou troisième jour des Fêtes de Dax est traditionnellement consacrée aux enfants pour lesquels sont regroupées en une seule journée et à leur échelle, l'ensemble des animations proposées  pendant les cinq jours de feria: ouverture avec encierro, course pédestre (juniorscapade), radio-crochet, démonstrations de tauromachies landaise et espagnole, bodega pour enfants, animations ludiques et tombola géante  pour terminer par une cérémonie de clôture dans le parc des arènes .  
La Commission des fêtes populaires a pris le parti de la gratuité pour l'ensemble de cette journée, ce qui permet à tous les enfants, quelle que soit leur "fortune" de bénéficier de toutes les animations proposées sans bourse délier. 
Enfin cette manifestation a l'objectif "pédagogique" de transmettre aux plus jeunes la tradition festive dacquoise afin de la perpétuer. 

### Sport
La commission des fêtes populaires établit un programme de manifestations sportives destinées à tous les publics, et dont les principaux éléments sont :
- la Feriascapade, course pédestre de 10 km dans les rues de la ville,
- la Juniorscapade, course pédestre réservée aux enfants
- tournoi de tennis,
- tournoi de pêche,
- parties de pelote basque,
- concours hippique.

### Fête populaire
C'est l'essence même des fêtes, qui sont l'occasion de se retrouver en famille ou entre amis, pour se laisser porter par l'ambiance festive et musicale de la cité, en évoluant dans les rues. On boit beaucoup, dans les bars, les peñas, les associations, où coulent à flots toutes sortes de boissons alcoolisées, lesquelles permettent de lever les inhibitions, et de conférer davantage de convivialité.

## Organisation

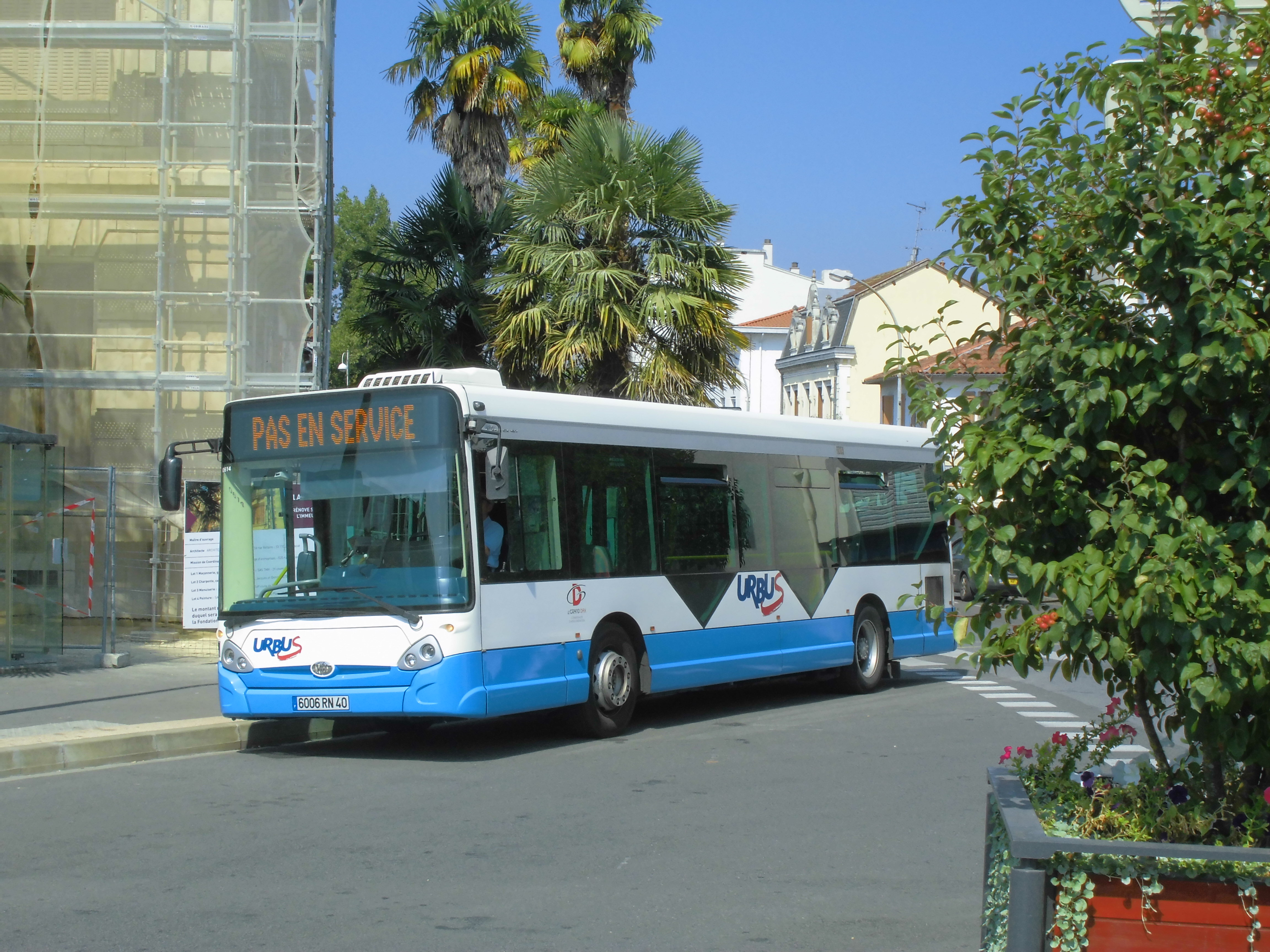
Couralin (anciennement Urbus), le réseau de bus

L'organisation des Fêtes de Dax est confiée à la Régie municipale des fêtes et spectacles, organisme sous tutelle de la mairie de la ville. Il s'agit d'une structure administrative dirigée désormais par un des adjoints au maire, qui en pilote l'action, et un régisseur, agent public dont le rôle consiste à gérer les questions financières, commerciales et comptables. La régie est chargée de la gestion du budget des Fêtes de Dax et de Toros y Salsa, et de la vente des billets de spectacles payants qu'elle organise à l'occasion des festivités estivales. Toutefois la concoction des programmes est confiée à trois commissions de bénévoles nommés par le maire, qui désigne en leur sein un président ou un groupe de coprésidents. L'activité de ces trois commissions est placée sous l'autorité d'un adjoint au maire, agissant sous l'autorité du premier magistrat, et chargé de coordonner le travail de ces trois organes, qui sont :
- la commission taurine, dont le rôle consiste à définir la programmation des spectacles de tauromachie espagnole (composition des plateaux taurins, contrats avec les matadors et les éleveurs...) ;
- la commission de la course landaise, chargée de l'organisation des divers spectacles de tauromachie landaise ;
- la Commission des fêtes populaires, qui endosse la programmation de toutes les manifestations qui n'entrent pas de le champ de la tauromachie (musique, défilés, activités sportives...).

Durant ces périodes festives, la municipalité met en place deux campings aménagés (à Saint-Paul-lès-Dax et Saint-Vincent-de-Paul) avec sanitaires, douches ainsi qu'un parking (proche aérodrome de Dax), pour une disponibilité totale de 1 800 emplacements de tentes ainsi que 3 400 places de parking. Ces aires d'accueil sont alors desservies par des navettes payantes, via le dispositif "Zen en Bus".
Le réseau de transport en commun Couralin ainsi que les navettes gratuites Vitenville sont alors momentanément suspendus afin de laisser place à ces navettes qui effectuent des allers-retours à intervalle de 10 à 15 minutes entre les différents campings et parkings aménagés le temps des fêtes et déposent les fêtards non loin du centre-ville, le cœur de la fête.

## Dates des fêtes
| Années | Dates         |
| ------ | ------------- |
| 1966   | 24 au 29 août |
| 1971   | 20 au 25 août |
| 1977   | 16 au 21 août |
| 1981   | 15 au 20 août |

| Années | Dates         |
| ------ | ------------- |
| 2000   | 11 au 17 août |
| 2001   | 10 au 15 août |
| 2002   | 13 au 18 août |
| 2003   | 12 au 17 août |
| 2004   | 12 au 17 août |
| 2005   | 11 au 16 août |
| 2006   | 11 au 16 août |
| 2007   | 10 au 15 août |
| 2008   | 12 au 17 août |
| 2009   | 12 au 17 août |

| Années | Dates         |
| ------ | ------------- |
| 2010   | 12 au 17 août |
| 2011   | 11 au 16 août |
| 2012   | 10 au 15 août |
| 2013   | 14 au 18 août |
| 2014   | 13 au 17 août |
| 2015   | 12 au 16 août |
| 2016   | 11 au 15 août |
| 2017   | 11 au 15 août |
| 2018   | 11 au 15 août |
| 2019   | 14 au 18 août |

| Années | Dates         |
| ------ | ------------- |
| 2020   | Annulées      |
| 2021   | Annulées      |
| 2022   | 11 au 15 août |
| 2023   | 11 au 15 août |
| 2024   | 14 au 18 août |
| 2025   | 13 au 17 août |

Les dates de fêtes sont aléatoires mais sont toujours inscrites dans la première partie du mois d'août : les fêtes de Dax comprennent toujours le 15 août et le week-end du 15 août.